# Rowan Atkinson
Rowan Sebastian Atkinson, angleški filmski, gledališki in televizijski igralec, * 6. januar 1955, Consett, Anglija, Združeno kraljestvo.
Atkinson je eden izmed najvidnejših svetovnih komikov našega časa; predvsem je poznan po telesni in situacijski komiki. Znan je predvsem po vlogi gospoda Fižolčka in kot glavni igralec televizijske serije Črni gad (Blackadder), ki so jo snemali od leta 1983 do leta 1990.

## Televizija in film (izbor)
- Not the Nine O'Clock News (1979–1982)
- Črni gad (1983–1989)
- Gospod Fižolček (1990–2009)
- Štiri poroke in pogreb (1994)
- Tanka modra črta (1995–1996)
- Bean (1997)
- Johnny English (2003)
- Psst ... Nikomur niti besede! (2005)
- Beanove počitnice (2007)
- Johnny English 2 (2011)
- Maigret (2016–)
- Johnny English 3 (2018)